# Clermont, Ariège
Clermont är en kommun i departementet Ariège i regionen Occitanien i södra Frankrike. Kommunen ligger  i kantonen Saint-Girons som ligger i arrondissementet Saint-Girons. År 2022 hade Clermont 118 invånare.

## Befolkningsutveckling
Antalet invånare i kommunen Clermont
Referens: INSEE